# Charney Bassett
Charney Bassett is een civil parish in het bestuurlijke gebied Vale of White Horse, in het Engelse graafschap Oxfordshire met 314 inwoners.

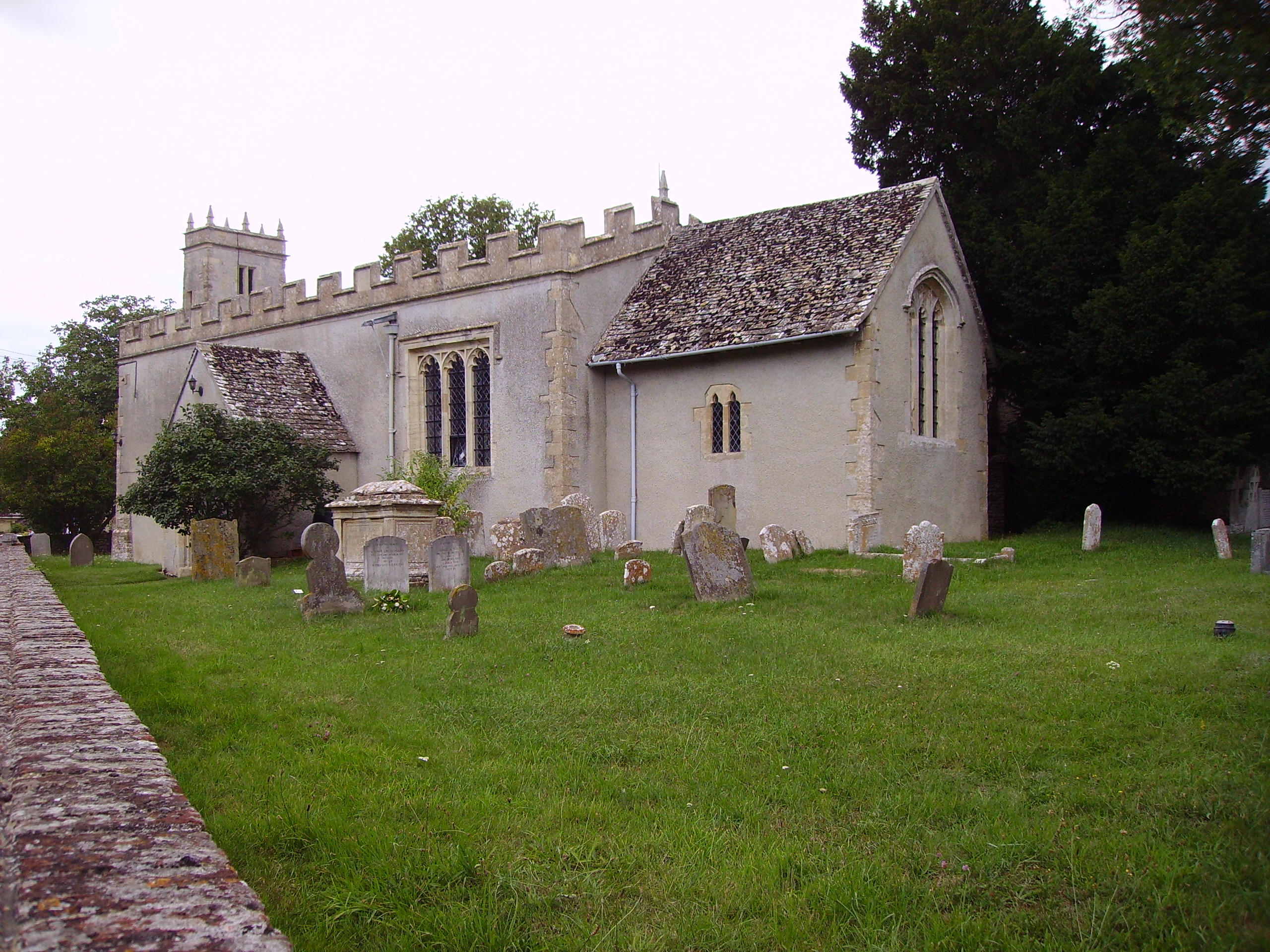